# جايسون ر. براون
جايسون ر. براون (بالإنجليزية: Jason R. Brown)‏ هو سياسي أمريكي، ولد في 22 يوليو 1970. انتخب عضو مجلس نواب ولاية ميسوري.